# Monyane Thaanyane
Monyane Thaanyane (ur. 8 marca 1979 w Maseru) – lesotyjski koszykarz, uczestnik Mistrzostw Afryki 2005.
W 2005 roku wziął udział w Mistrzostwach Afryki, gdzie reprezentacja Lesotho odpadła już po rundzie eliminacyjnej. Podczas tego turnieju wystąpił w czterech meczach, w których zdobył jedenaście punktów. Zanotował także dwie asysty, trzy przechwyty, i jedną zbiórkę ofensywną. Ponadto miał także na koncie osiem fauli oraz jedenaście strat. W sumie na parkiecie spędził około 34 minuty.